# Liste der Abgeordneten zur Provisorischen Landesversammlung Oberösterreichs
Diese Liste der Abgeordneten zur Provisorischen Landesversammlung Oberösterreichs listet alle Abgeordneten zur Provisorischen Landesversammlung Oberösterreichs auf, die nach dem Ende des Ersten Weltkriegs in Oberösterreich einberufen wurde. Die Provisorische Landesversammlung amtierte vom 18. November 1918 bis zum 15. Mai 1919.

## Geschichte
Nachdem die Auflösung Österreich-Ungarns im Oktober 1918 begonnen hatte, konstituierten sich im November 1918 provisorische Landtage in den Ländern des verbliebenen „Deutschösterreichs“. Auch im Land Oberösterreich konstituierte sich auf Grund des Auftrages des Vollzugsausschusses der provisorischen Nationalversammlung am 18. November 1918 die Provisorische Landesversammlung Oberösterreichs, die bis zum 15. Mai 1919 amtierte und die Basis für die Tätigkeit des Oberösterreichischen Landtags nach der Landtagswahl 1919 legte. Für den Provisorischen Landesausschuss waren 103 Personen nominiert worden, zwei Mitglieder konnten ihr Mandat auf Grund von Krankheit jedoch nie ausüben. Für die Zusammensetzung der Provisorischen Landesversammlung griff man auf die Ergebnisse der Reichsratswahlen 1911 zurück, da ja dabei schon das allgemeine Wahlrecht eingeführt worden war. Der Einigung der politischen Gruppen folgend entsandte die Christlichsoziale Partei 63 Mitglieder in den Landtag (zwei weitere Mitglieder waren erkrankt), die Deutschfreiheitlichen und die Großdeutschen stellten 23 Mitglieder, die Sozialdemokraten 15 Abgeordnete.
Dieses Gremium hatte wie jedes halbrevolutionäre Instrument eine beschränkt demokratische Legitimation. Der Landesversammlung gingen keine Wahlen voraus, vielmehr nominierten die politischen Parteien Oberösterreichs 1918 – ähnlich wie in den anderen Bundesländern – zumeist die in der Monarchie gewählten Abgeordneten, des Landtags bzw. des Reichsrates, allerdings mit dem Hinweis, dass sie nicht mehr Vertreter einer Kurie, sondern der politischen Parteien seien.
Nachdem Landeshauptmann Johann Nepomuk Hauser (CS) gemeinsam mit seinen Stellvertretern Max Mayr (CS), Franz Langoth (DN) und Josef Gruber (SDAP) zwischen dem 2. November 1918 und dem 17. November 1918 die Provisorische Landesregierung gebildet hatte, wählte die Provisorische Landesversammlung am 18. November 1918 den Provisorischen Landesausschuss (Landesregierung), der aus 12 Mitgliedern und Landeshauptmann Johann Nepomuk Hauser bestand. Des Weiteren gab es 12 Ersatzmänner. Von den insgesamt dreizehn Mitgliedern des Landesausschusses entfielen nach einem Abkommen der beteiligten Parteien acht Mitglieder auf die Christlichsozialen, drei auf die Deutschnationalen und zwei auf die Sozialdemokraten. Ab 11. April 1919 wurden die Landesausschuss-Mitglieder als Landesräte bezeichnet.

## Funktionen

### Abgeordnete
| Name                    | Fraktion | Anmerkung                                              |
| ----------------------- | -------- | ------------------------------------------------------ |
| Baldinger Josef         | CS       |                                                        |
| Baumgartner Georg       | CS       |                                                        |
| Beurle Karl             | DN       | am 4. Jänner 1919 verstorben                           |
| Brandl Alois            | CS       |                                                        |
| Bruckschlögl Max        | SD       |                                                        |
| Brunneder Alois         | CS       |                                                        |
| Bundschuh Karl          | CS       |                                                        |
| Dametz Josef            | SD       |                                                        |
| Dinghofer Franz         | DN       |                                                        |
| Dirnberger Josef        | DN       |                                                        |
| Dirmeier Johann         | CS       |                                                        |
| Eisterer Johann         | CS       |                                                        |
| Emprechtinger Josef     | CS       |                                                        |
| Erb Leopold             | GD       |                                                        |
| Ertl Franz              | CS       |                                                        |
| Euller Eduard           | SD       |                                                        |
| Fazeny Gabriel          | CS       |                                                        |
| Flir Kornelius          | SD       |                                                        |
| Frankenberger Ferdinand | CS       |                                                        |
| Gaderer Josef           | CS       |                                                        |
| Gaspelmayer Matthäus    | CS       |                                                        |
| Gasperschitz Anton      | CS       |                                                        |
| Gerstberger Michael     | CS       |                                                        |
| Giger Franz             | CS       |                                                        |
| Ginzinger Johann        | SD       |                                                        |
| Graf Karl               | DN       |                                                        |
| Grahamer Ferdinand      | DN       |                                                        |
| Gruber Josef            | SD       |                                                        |
| Gschaider Julius        | DN       |                                                        |
| Haderer Johann          | CS       |                                                        |
| Hafner Josef            | SD       |                                                        |
| Hamberger Josef         | CS       |                                                        |
| Handel Erasmus          | CS       |                                                        |
| Hauer Rudolf            | DN       |                                                        |
| Hauser Johann Nepomuk   | CS       |                                                        |
| Heimpl Karl             | CS       |                                                        |
| Herbsthofer Johann      | CS       |                                                        |
| Hödlmoser Josef         | CS       |                                                        |
| Hötzendorfer Johann     | CS       |                                                        |
| Huber Michael           | CS       |                                                        |
| Jäger Ernst             | CS       |                                                        |
| Jedinger Johann         | CS       |                                                        |
| Katzlberger Engelbert   | CS       |                                                        |
| Kern Felix              | CS       |                                                        |
| Kletzmayr Hermann       | CS       |                                                        |
| Kölbl Josef             | CS       |                                                        |
| Krackowizer Ferdinand   | DN       |                                                        |
| Kreilmeir Johann        | CS       |                                                        |
| Krötzl Josef            | SD       |                                                        |
| Kroiher Johann          | SD       |                                                        |
| Kühberger Johann        | CS       |                                                        |
| Kussian Klemens         | DN       |                                                        |
| Laimer Hans             | SD       |                                                        |
| Langoth Franz           | DN       |                                                        |
| Lattner Michael         | DN       |                                                        |
| Leiner Alois            | CS       |                                                        |
| Madlmayr Max            | CS       |                                                        |
| Mayr Max                | CS       |                                                        |
| Mayrhofer Johann        | CS       |                                                        |
| Mehr Robert             | SD       |                                                        |
| Müller Vinzenz          | SD       |                                                        |
| Nußbaumer Alois         | CS       |                                                        |
| Öhn Hermann             | GD       |                                                        |
| Pauly Max               | DN       |                                                        |
| Pichler Heinrich        | CS       |                                                        |
| Pischitz Geord          | CS       |                                                        |
| Posch Josef             | CS       |                                                        |
| Postl Rudolf            | CS       |                                                        |
| Priller Engelbert       | DN       |                                                        |
| Reder Max               | DN       |                                                        |
| Richter Karl            | DN       |                                                        |
| Riepl Franz             | CS       |                                                        |
| Roiter Franz            | DN       |                                                        |
| Roither Mathias         | CS       |                                                        |
| Roitinger Johann        | CS       | konnte auf Grund von Krankheit sein Mandat nie ausüben |
| Sadleder Karl           | DN       |                                                        |
| Salzmann Karl Aubert    | CS       |                                                        |
| Schachinger Karl        | CS       |                                                        |
| Scharizer Theodor       | DN       |                                                        |
| Schartner Gilbert       | CS       |                                                        |
| Schmidbauer Lambert     | CS       |                                                        |
| Schmidlechner Franz     | CS       | konnte auf Grund von Krankheit sein Mandat nie ausüben |
| Schlegl Josef           | CS       |                                                        |
| Schönauer Johann        | DN       |                                                        |
| Schwarz Anton           | CS       |                                                        |
| Schwinner Josef         | CS       |                                                        |
| Spanner Johann          | CS       |                                                        |
| Stampfl Josef           | CS       |                                                        |
| Strunz Rudolf           | SD       |                                                        |
| Vogl Leopold            | SD       |                                                        |
| Waldl Josef             | CS       |                                                        |
| Weidlinger Josef        | CS       |                                                        |
| Weiser Kajetan          | SD       |                                                        |
| Weiß Josef              | CS       |                                                        |
| Wiesinger Franz         | CS       |                                                        |
| Wiesmaier Josef         | CS       |                                                        |
| Wimeder Mathias         | CS       |                                                        |
| Winter Josef Albert     | CS       |                                                        |
| Wöckinger Michael       | CS       |                                                        |
| Wokral Josef            | SD       |                                                        |
| Zacherl Josef           | CS       |                                                        |
| Zaunegger Josef         | CS       |                                                        |